# Alexandre Cabanel
Pour les articles homonymes, voir Cabanel.
Alexandre Cabanel, né le 28 septembre 1823 à Montpellier et mort le 23 janvier 1889 dans le 8e arrondissement de Paris, est un peintre français, considéré comme l'un des grands peintres académiques, du Second Empire, dont il est l'un des artistes les plus admirés.

« De tous les peintres académistes, Cabanel fut à la fois le plus adulé du public
et le plus critiqué »

— Jean Nougaret, Académie des sciences et lettres de Montpellier.

## Biographie
Fils d'un modeste menuisier, Alexandre Cabanel commence son apprentissage à l’École des beaux-arts de Montpellier dans la classe de Charles Matet conservateur du musée Fabre. Doté d'une bourse, il s'installe à Paris en 1839.
Il entre en 1840 à l'École des beaux-arts de Paris où il est l'élève de François-Édouard Picot,.
Après deux échecs, Cincinnatus recevant les ambassadeurs de Rome en 1843 et Le Christ au Jardin des Oliviers en 1844, il est lauréat d'un second prix de Rome en 1845,, et pensionnaire de la villa Médicis jusqu'en 1850.
À Montpellier, il réalise les portraits d'un certain nombre de membres de familles fortunées comme la famille Marès,,.
À la fois peintre d'histoire et peintre de genre, il évolue au fil des années vers des thèmes romantiques, comme Albaydé, en 1848, inspirée par Les Orientales de Victor Hugo publié en 1829,.
Il reçoit les insignes de chevalier de la Légion d'honneur en 1855.
La célébrité lui vient avec La Naissance de Vénus exposée au Salon de 1863 qui est immédiatement achetée par Napoléon III pour sa collection personnelle et qui entre au musée du Luxembourg en 1881 (le tableau est conservé à Paris au musée d'Orsay). Il passe un contrat avec la maison Goupil pour la commercialisation de reproductions en gravure de la Naissance de Vénus.
En 1863, Cabanel est élu membre de l'Académie des beaux-arts au fauteuil X,.
En janvier 1864, il est nommé professeur-chef d'atelier de peinture à l'École des beaux-arts de Paris et promu au rang d’officier de la Légion d'honneur.
Lors de l'Exposition universelle de 1867, il est décoré de la croix de chevalier de première classe de l'ordre du Mérite de Saint-Michel de Bavière à la suite de son Paradis perdu commandé pour le Maximilianeum de Munich par Louis II de Bavière.
Entre 1868 et 1888, il est dix-sept fois membre du jury du Salon,, dont les années 1869, 1873, 1875, 1876, 1877, 1878, 1881.
Il reçoit la médaille d'honneur du Salon en 1865, pour le Portrait de l'Empereur, ainsi qu'en 1867 et en 1878.
Ses œuvres sont recherchées par les célébrités européennes et les collectionneurs américains qui lui commandent leurs portraits,,.
En tant que peintre officiel et membre du jury, où il fait preuve d'une farouche opposition à l'égard de toute tendance novatrice, Cabanel est régulièrement critiqué et mis en opposition avec les naturalistes et les impressionnistes,, en particulier avec Édouard Manet dont Le Déjeuner sur l'herbe, alors intitulé Le Bain, puis La Partie carrée, avait été refusé au Salon de 1863, alors que Cabanel triomphait avec sa Naissance de Vénus. Il est régulièrement brocardé par Émile Zola,,, ou Joris-Karl Huysmans.
Cependant, il intervient en 1881 lors de la présentation du portrait de Pertuiset, Le chasseur de lions d'Édouard Manet et défend celui-ci en s'écriant : « Messieurs, il n’y en a pas un parmi nous qui soit fichu de faire une tête comme ça en plein air ! »
Il est promu au rang de commandeur de la Légion d'honneur en 1884,,, et est élu associé de l'Académie Royale de Belgique le 6 janvier 1887. Il participe au Salon d'Anvers de 1888, à l'issue duquel il est élevé au rang d'officier de l'ordre de Léopold,.
Il meurt le 24 janvier 1889 dans son hôtel du 14 rue Alfred de Vigny, dans le 8e arrondissement de Paris.
Ses obsèques ont lieu à Paris le 26 janvier 1889 en l'église Saint-Philippe du Roule puis son corps est transporté à Montpellier au cimetière Saint-Lazare où il est inhumé le 28 janvier 1889. Un monument est érigé en 1892 par l'architecte Jean Camille Formigé orné d'un buste en marbre de Paul Dubois et une sculpture, Regret, d'Antonin Mercié,.
Une rue porte son nom à Paris, la rue Alexandre-Cabanel dans le 15e arrondissement, à Montpellier, à Béziers ainsi qu'à Toulon.

## Œuvres principales
| Titre | Date              | Localisation et notes | Type                                          | Hauteur | Largeur | Image |
| --- | ----------------- | --- | --------------------------------------------- | ------- | ------- | ----- |
| Étude Nu académique                                                                                                   | ?                 | Art Institute of Chicago (Illinois) | Dessin                                        | 57,2    | 42,9    |       |
| Un homme nu debout (en) A Male Nude, Standing                                                                         | ?                 | inconnue | Huile                                         | 77,5    | 49,5    |       |
| Portrait d'une jeune fille                                                                                            | ?                 | Collection privée | Huile                                         | 127     | 78      |       |
| Portrait d'une jeune femme assise                                                                                     | ?                 | Musée Fabre à Montpellier | Dessin à la sanguine                          | 47      | 26      |       |
| Portrait d'une jeune fille debout, de face                                                                            | ?                 | Musée Fabre à Montpellier | Dessin                                        | 38      | 23      |       |
| Portrait d'une jeune fille en costume d'Amazone                                                                       | ?                 | Musée Fabre à Montpellier | Sanguine                                      | 40      | 21      |       |
| Autoportrait de Cabanel enfant (peint par lui-même à l'âge de 13 ans)                                                 | 1836              | Musée Fabre à Montpellier | Huile                                         | 51,5    | 42      |       |
| Portrait de l'artiste à l'âge de 17 ans                                                                               | 1840              | Musée Fabre à Montpellier | Huile sur toile                               | 46,5    | 33,5    |       |
| Portrait de jeune homme                                                                                               | 1840              | Musée Fabre à Montpellier | Dessin                                        | 35,5    | 29      |       |
| Scène non identifiée                                                                                                  | 1841              | Musée Fabre à Montpellier | Huile                                         | 38      | 46      |       |
| La Tunique de Joseph                                                                                                  | 1841              | Musée Fabre à Montpellier | Huile                                         | 32,5    | 40,5    |       |
| Coriolan condamné à l'exil                                                                                            | 1842              | Musée Fabre à Montpellier | Huile                                         | 32,8    | 41      |       |
| Cincinnatus recevant les ambassadeurs de Rome                                                                         | 1843              | Musée Fabre à Montpellier | Huile                                         | 114     | 146,5   |       |
| Mme François Cabanel                                                                                                  | 1844              | Musée Fabre à Montpellier, Mme François Cabanel était la mère de Pierre et la belle-sœur d'Alexandre | Huile                                         | 59,5    | 51,5    |       |
| Le Christ au jardin des Oliviers ou Agonie du Christ au jardin des Oliviers                                           | 1844              | Presbytère de l’église Saint-Roch de Montpellier, |                                               |         |         |       |
| La Mort de Priam | 1844-1845         | Musée Fabre à Montpellier | Huile sur toile marouflée sur bois            | 32,5    | 41      |       |
| Saint Paul entouré par les lions                                                                                      | 1844-1845         | Musée Fabre à Montpellier | Huile sur toile                               | 32,4    | 40,5    |       |
| Portrait de Pierre Ossian-Bonnet                                                                                      | 1845              | Collection privée Pierre-Ossian Bonnet est un ami d'enfance de Cabanel |                                               |         |         |       |
| Jésus dans le Prétoire                                                                                                | 1845              | École nationale supérieure des beaux-arts à Paris, cette œuvre est récompensée par un prix de Rome | Huile                                         | 146     | 113,5   |       |
| Portrait d'Alfred Bruyas                                                                                              | 1846              | Musée Fabre à Montpellier | Huile sur toile                               | 74      | 62      |       |
| Oreste suppliant au temple d'Apollon ou Oreste réfugié au temple d’Apollon                                            | 1846              | inconnue, |                                               | 220     | 235     |       |
| Paysage d'Italie | 1845-1847 à Rome  | Musée de l'ancien évêché d'Évreux | Dessin                                        | 35,5    | 26      |       |
| Portrait de Victor Massé                                                                                              | 1847 à Rome       | Collection privée | Huile                                         | 61      | 48,9    |       |
| L'ange déchu | 1847              | Musée Fabre à Montpellier, | Huile                                         | 121     | 189,7   |       |
| Respha protège de l'atteinte des vautours les corps de ses fils, suppliciés sur une montagne                          | 1848 à Rome       | inconnue | Huile                                         | 52      | 78      |       |
| Oreste ou le soldat de Marathon                                                                                       | 1846-1848         | Musée Fabre à Montpellier, esquisse pour la toile conservée à Béziers | Huile sur toile marouflée sur bois            | 27      | 31,5    |       |
| Oreste | 1848 après        | Musée des beaux-arts de Béziers | Huile sur toile                               |         |         |       |
| Un penseur, jeune moine romain                                                                                        | 1848              | Musée Fabre à Montpellier, | Huile sur toile                               | 91,5    | 72,5    |       |
| La chiarrucia | 1848 à Rome       | Musée Fabre à Montpellier | Huile                                         | 99      | 81,5    |       |
| Albaydé ou Albaydé aux yeux de gazelle                                                                                | 1848 à Rome       | Musée Fabre à Montpellier | Huile sur toile                               | 98      | 80.5    |       |
| L'Ange du soir | 1848              | Musée Fabre à Montpellier | Dessin                                        | 19,2    | 23      |       |
| Saint-Paul au milieu des fidèles de Césarée                                                                           | 1849 à Rome       | inconnue |                                               | 73      | 95      |       |
| Saint Jean-Baptiste ou Saint Jean-Baptiste prêchant dans le désert                                                    | 1849 à Rome       | Musée Fabre à Montpellier | Huile                                         | 195     | 141,5   |       |
| La Dispute du saint sacrement (œuvre d'après Raphaël)                                                                 | 1850              | École nationale supérieure des beaux-arts à Paris, |                                               |         |         |       |
| Étude pour La Mort de Moïse                                                                                           | 1851 avant        | Musée d'art Dahesh à New York (État de New York) | Dessin                                        | 20      | 27      |       |
| Étude pour La Mort de Moïse                                                                                           | 1846-1851         | Musée Fabre à Montpellier | Huile                                         | 35,4    | 48,7    |       |
| La Mort de Moïse | 1851              | Musée d'art Dahesh à New York (État de New York) | Huile                                         | 279     | 391     |       |
| La Mort de Moïse (réduction ?)                                                                                        | 1846-1851         | Musée Fabre à Montpellier | Huile                                         | 140     | 204     |       |
| Portrait de Madame Louise Marès née Bidreman                                                                          | 1851              | Musée Fabre à Montpellier | Huile                                         |         |         |       |
| Portrait de Mademoiselle Louise Marès                                                                                 | 1851              | Musée Fabre à Montpellier | Huile                                         |         |         |       |
| Portrait de l'artiste par lui-même (à 29 ans)                                                                         | 1849 - 1852       | Musée Fabre à Montpellier | Huile                                         | 62,4    | 47      |       |
| Portrait de Madame Paton née Pacini                                                                                   | 1852              | Collection privée | Peinture                                      |         |         |       |
| Velléda | 1852              | Musée Fabre à Montpellier, œuvre récompensée par une médaille de 2e classe au Salon | Huile sur toile                               | 128     | 89      |       |
| Glorification de Saint-Louis                                                                                          | 1853-1855         | Musée du château de Lunéville | Huile                                         | 442     | 432     |       |
| Un soir d'automne | 1855 salon        | inconnue |                                               |         |         |       |
| Michel Ange visité dans son atelier par Jules II                                                                      | 1856              | Musée Fabre à Montpellier |                                               |         |         |       |
| Martyr chrétien descendu dans une barque                                                                              | 1855              | Musée des beaux-arts de Carcassonne |                                               | 286     | 200     |       |
| Les Mois | 1854-1856 ca      | Hôtel de ville de Paris, salon des Cariatides, il réalise les allégories des Mois (architecte Jean-Baptiste Lesueur), détruites dans l'incendie de 1871. Achille Jacquet, grand prix de Rome, avait effectué des gravures au burin de ces compositions avant leur disparition, celles-ci ont été publiées en 1870, | Grand décor                                   |         |         |       |
| Othello racontant ses batailles                                                                                       | 1857              | The Speed à Louisville (Kentucky) | Huile sur toile                               | 115     | 130     |       |
| Aglaé et Boniface | 1857              | Cleveland Museum of Art (Ohio) | Huile                                         | 62      | 68      |       |
| Peintures murales de l'hôtel Pereire                                                                                  | 1859 inauguration | Hôtel des frères Pereire, no 35 de la rue du Faubourg-Saint-Honoré dans le 8e arrondissement de Paris, il réalise les décors du premier étage avec Auguste Gendron. L'hôtel abrite aujourd'hui les services de l'ambassade de Grande-Bretagne                                                                      | Grand décor                                   |         |         |       |
| La Veuve du maître de chapelle                                                                                        | 1859 salon        | inconnue | Huile                                         | 67      | 110     |       |
| Portrait de Jules Paton à l'âge de 30 ans                                                                             | 1859              | Musée des beaux-arts de Troyes | Huile                                         | 55,3    | 46,4    |       |
| Nymphe enlevée par un faune                                                                                           | 1860              | Lille, Palais des Beaux-Arts | Huile                                         | 243     | 142     |       |
| La Jeunesse | 1861              | Musée Fabre à Montpellier, étude pour la décoration de l'hôtel Constant Say place Vendôme | Fusain et craie sur papier marouflé sur toile | 259     | 298,5   |       |
| La Poésie | 1861              | Musée Fabre à Montpellier, étude pour la décoration de l'hôtel Constant Say place Vendôme | Fusain et craie sur papier marouflé sur toile | 299     | 262,5   |       |
| Les moissonneurs | 1861              | Musée Fabre à Montpellier, étude pour la décoration de l'hôtel Constant Say place Vendôme | Fusain et craie sur papier marouflé sur toile | 296,5   | 263     |       |
| La Famille | 1861              | Musée Fabre à Montpellier, étude pour la décoration de l'hôtel Constant Say place Vendôme | Fusain et craie sur papier marouflé sur toile | 259,5   | 298,5   |       |
| Le Poète florentin | 1861              | Metropolitan Museum of Art à New York (État de New York) | Huile                                         | 30,5    | 50,5    |       |
| La Naissance de Vénus                                                                                                 | 1863              | Musée d'Orsay à Paris, | Huile                                         | 130     | 225     |       |
| La Naissance de Vénus (reproduction)                                                                                  | 1864              | Musée d'art Dahesh à New York (État de New York), reproduction de la Vénus de 1863 (Maison Goupil - Artiste: Adolphe Jourdan) | Huile                                         | 85      | 136     |       |
| Ensemble de la décoration du grand salon de l'hôtel Constant Say no 14, place Vendôme                                 | 1861-1865         | Au plafond composition le Rêve de la vie et Les Quatre Éléments sur les hémicycles des ouvertures,, l'hôtel abrite actuellement la banque JPMorgan Chase | Grand décor                                   |         |         |       |
| Portrait de l'Empereur (esquisse)                                                                                     | 1865              | Musée Fesch d'Ajaccio | Huile sur bois                                | 32      | 22      |       |
| Portrait de l'Empereur (esquisse)                                                                                     | 1865              | Walters Art Museum à Baltimore (Maryland) | Huile sur bois                                | 41      | 32      |       |
| Portrait de l'Empereur Napoléon III                                                                                   | 1865 salon        | Musée national du château de Compiègne,, cette œuvre est récompensée d'une médaille d'honneur du Salon | Huile sur toile                               | 230     | 171     |       |
| Adam et Ève après la faute                                                                                            | 1866-1867         | Musée Fabre à Montpellier | Huile sur toile                               | 29      | 35      |       |
| Le Paradis perdu ou L'éternel apparaissant à Adam et Ève après leur faute (esquisse)                                  | 1866-1867         | Musée Fabre à Montpellier | Huile sur toile                               | 65      | 51,5    |       |
| Adam, étude pour Le Paradis perdu                                                                                     | 1867 avant        | Musée Fabre à Montpellier | Huile                                         | 92,2    | 73,5    |       |
| Adam, étude pour Le Paradis perdu                                                                                     | 1867 et avant     | Paris, collection privée | Huile                                         | 80      | 64      |       |
| Satan chassé du Paradis                                                                                               | 1867 ca           | Musée Fabre à Montpellier, | Dessin                                        | 45,5    | 55      |       |
| Le Paradis perdu | 1867              | Maximilianeum de Munich (Landtag de Bavière), commandé par Louis II de Bavière et détruit pendant la seconde guerre mondiale |                                               |         |         |       |
| Ève après la chute, étude pour Adam et Ève chassés du Paradis                                                         | 1867              | Collection privée | Huile                                         | 75      | 96      |       |
| Adam et Ève chassés du Paradis ou Adam et Ève après la chute (réduction du Paradis perdu                              | 1867              | Paris, musée d'Orsay | Huile                                         | 121,9   | 94      |       |
| Portrait de Cyrus Hall McCormick                                                                                      | 1867              | Wisconsin Historical Museum à Madison (Wisconsin) | Huile                                         |         |         |       |
| Repos de Ruth ou Ruth en repos ou Ruth revenant des champs                                                            | 1868              | Collection privée, | Huile sur toile                               | 163,8   | 123,1   |       |
| La Druidesse | 1868              | Musée des beaux-arts de Béziers | Huile                                         |         |         |       |
| Ruth et Booz (esquisse)                                                                                               | 1868 ca           | Musée Fabre à Montpellier | Huile                                         | 53      | 96      |       |
| Portrait du Prince Konstantin Gorchakov                                                                               | 1868              | Musée de l'Ermitage à Saint-Pétersbourg (Russie) | Huile                                         | 67      | 56      |       |
| Portrait de Madame Carette, née Amélia Bouvet                                                                         | 1868              | Musée national du château de Compiègne | Huile                                         | 125     | 85      |       |
| Portrait de la Duchesse de Vallombrosa, née Geneviève des Cars                                                        | 1869              | Collection privée, | Huile                                         | 85,4    | 65,1    |       |
| La Gouvernante (en) The Governess                                                                                     | 1865-1870         | Philadelphia Museum of Art (Philadelphie) | Huile                                         | 114,9   | 100     |       |
| La Mort de Francesca de Rimini et de Paolo Malatesta                                                                  | 1870              | Musée d'Orsay à Paris | Huile                                         | 184     | 255     |       |
| Ben-Raba prisonnier arabe à l'île Sainte-Marguerite près Cannes                                                       | 1870              | inconnue |                                               |         |         |       |
| Jeune Pifferaro couché sur un mur                                                                                     | 1871 à Florence   | Collection privée | Huile                                         |         |         |       |
| Portrait de jeune fille de la campagne au Moyen Âge                                                                   | 1871 à Florence   | inconnue |                                               |         |         |       |
| Giacomina | 1871 à Florence   | inconnue | Huile                                         | 160     | 76      |       |
| Jeune fille à la colombe                                                                                              | 1871 à Florence   | inconnue |                                               |         |         |       |
| Autoportrait | 1871              | Galerie des Offices à Florence (Italie) | Huile sur toile                               | 61      | 49      |       |
| Portrait de la baronne Paul Von Derwies                                                                               | 1871              | Musée des beaux-arts de Nice, |                                               | 140     | 105     |       |
| Triomphe de Flore (esquisse)                                                                                          | 1870 ca           | Musée du Louvre, département des Peintures, à Paris Esquisse pour le plafond de l'ancien escalier du pavillon de Flore, actuellement salle de consultation du département des Arts graphiques | Huile (ovale)                                 | 1,13    | 0,72    |       |
| Triomphe de Flore | 1870-1872         | palais des Tuileries, en 1869 il est chargé par l'architecte Hector-Martin Lefuel du plafond du grand escalier du pavillon de Flore, endommagé par l'incendie de 1871, repris en 1872 | Grand décor, huile sur plafond (ovale)        |         |         |       |
| Sarah Bernhardt | 1872              | inconnue (Espace Pierre Cardin en 1976) | Huile                                         | 43      | 68      |       |
| Les Deux Nièces de l'auteur                                                                                           | 1872              | Musée Fabre à Montpellier | Huile                                         | 65      | 110     |       |
| Portrait de Mrs Pinchot et ses enfants en costume florentin du XVe siècle                                             | 1872              | Grey National Historic Site - Milford | huile sur toile                               |         |         |       |
| Portrait de la comtesse de Keller née Maria Riznich Marquise de Saint-Yves d'Alveydre                                 | 1873              | Musée d'Orsay à Paris | Huile                                         | 99      | 73      |       |
| Portrait de la comtesse de Keller née Maria Riznich                                                                   | 1873              | Champs-Élysées Plaza, no 35 rue de Berri | Huile                                         |         |         |       |
| Portrait de la comtesse de Keller née Maria Riznich                                                                   | 1873 ca           | Musée de l'Ermitage à Saint-Pétersbourg (Russie) | Huile                                         | 99      | 76      |       |
| Portrait de la comtesse Elizabeth Vorontsova-Dashkova                                                                 | 1873              | Musée de l'Ermitage à Saint-Pétersbourg (Russie) | Huile                                         | 99      | 73      |       |
| Christina Nilsson en Pandora                                                                                          | 1873              | Walters Art Museum à Baltimore (Maryland) | Huile                                         | 70,2    | 49,2    |       |
| Christina Nilsson en Ophélie                                                                                          | 1873              | Musée Fabre à Montpellier, | Dessin préparatoire                           |         |         |       |
| Christina Nilsson en Ophélie                                                                                          | 1873              | Nationalmuseum de Stockholm (Suède) | Huile                                         | 153     | 90      |       |
| Première extase de saint Jean- Baptiste                                                                               | 1872-1874         | inconnue, |                                               |         |         |       |
| Écho ou La nymphe Écho                                                                                                | 1874              | Metropolitan Museum of Art à New York (État de New York) | Huile                                         | 97,8    | 66,7    |       |
| Portrait d'un arabe                                                                                                   | 1875 ca           | Musée Fabre à Montpellier | Huile sur toile                               | 65      | 54,5    |       |
| Thamar ou Thamar et Absalon                                                                                           | 1875              | Musée d'Orsay à Paris | Huile                                         | 180     | 248     |       |
| La Naissance de Vénus, reproduction de la Vénus de 1863                                                               | 1875              | Metropolitan Museum of Art à New York (État de New York) | Huile                                         | 106     | 182,6   |       |
| Vénus victorieuse ou Vénus victorieuse tenant à la main la pomme d'or qu'elle a reçue du berger Pâris (Vénus Victrix) | 1875              | Musée Fabre à Montpellier, | Huile                                         | 148     | 96,5    |       |
| Portraits de madame la duchesse de Luynes et de ses enfants                                                           | 1876 avant        | Collection privée |                                               |         |         |       |
| La Sulamite | 1876              | non connue | Huile                                         |         |         |       |
| La Sulamite | 1876              | La Sulamite de Cabanel est gravée (eau-forte) la même année par François Flameng | Eau-forte                                     |         |         |       |
| Portrait de Catharine Lorillard Wolfe (en)                                                                            | 1876              | Metropolitan Museum of Art à New York (État de New York) | Huile                                         | 171,5   | 108,6   |       |
| Lucrèce et Sextus Tarquin                                                                                             | 1877              | inconnue, | Huile                                         | 61      | 49      |       |
| Harmonie | 1877 ca           | Collection privée | Huile                                         |         |         |       |
| Tamar and Absalom | 1878 salon        | NYPL Digital Gallery |                                               |         |         |       |
| Étude (en) Man's Upturned Head                                                                                        | 1878 ca           | Art Institute of Chicago (Illinois) | Dessin                                        | 22,2    | 25,1    |       |
| Étude pour la Vie de Saint-Louis (en) Woman Reaching Over a Wall                                                      | 1878 ca           | Art Institute of Chicago (Illinois) | Dessin                                        | 26,8    | 28,4    |       |
| Étude pour la Vie de Saint-Louis                                                                                      | 1878 ca           | Art Institute of Chicago (Illinois) | Dessin                                        | 48,8    | 32,7    |       |
| Vie de Saint-Louis : Saint Louis enfant et Blanche de Castille                                                        | 1878              | Panthéon à Paris (1 panneau) | Grand décor, huile                            |         |         |       |
| Vie de Saint-Louis : Saint Louis rendant la justice et fondant les grandes institutions qui ont fait sa gloire        | 1878              | Panthéon à Paris (2 panneaux) | Grand décor, huile                            |         |         |       |
| La Vie de Saint-Louis : Saint Louis captif des sarrasins qui le demandent pour roi                                    | 1878              | Panthéon à Paris (1 panneau) | Grand décor, huile                            |         |         |       |
| John William Mackay (1831-1902)                                                                                       | 1878              | Collection privée | Huile                                         | 129,5   | 85,1    |       |
| Samson et Dalila | 1878              | Collection privée | Huile                                         | 92,7    | 64,8    |       |
| La fille de Jephté | 1879 ca           | Collection privée | Huile                                         | 100,3   | 64,8    |       |
| Phèdre | 1880              | Musée Fabre à Montpellier | Huile sur toile                               | 194     | 286     |       |
| Page ou Jeune page en costume florentin                                                                               | 1881              | Collection Privée Fred & Sherry Ross | Huile                                         |         |         |       |
| Le marchand de Venise                                                                                                 | 1881              | inconnue | Huile                                         | 87,3    | 122,9   |       |
| Patricienne de Venise                                                                                                 | 1881 ca           | Collection privée | Huile                                         | 130,5   | 80,3    |       |
| Miss Fanny Clapp | 1881              | Yale University Art Gallery à New Haven (Connecticut) | Huile                                         | 73      | 55,9    |       |
| Diane chasseresse | 1882              | Musée préfectoral des Beaux-arts de Tochigi (Japon) | Huile                                         |         |         |       |
| Portrait de Mrs. Collis Huntington                                                                                    | 1882              | Fine Arts Museums of San Francisco (Californie) | Huile sur toile                               | 216,5   | 128,3   |       |
| Rebecca et Eliézer | 1883 salon        | NYPL Digital Gallery |                                               |         |         |       |
| Le Messager de l'Amour                                                                                                | 1883              | inconnue. Le messager de l'Amour de Cabanel est gravée la même année par Gustave Levy | Huile                                         | 80,6    | 47,6    |       |
| Portrait d'Alfred Armand                                                                                              | 1883              | Musée d'Orsay à Paris | Huile                                         | 175     | 127     |       |
| Portrait de Pierre Cabanel                                                                                            | 1883              | Musée Fabre à Montpellier | Huile                                         | 74,3    | 53      |       |
| Ophélie ou Ophelia | 1883              | Collection privée | Huile                                         | 75      | 116     |       |
| Portrait de Mary Frick Garrett (Mrs Henry Barton Jacobs)                                                              | 1885              | Musée d'art de Baltimore à Baltimore (Maryland) The Mary Frick Jacobs Collection | Huile                                         | 138     | 88      |       |
| Autoportrait | 1885              | Musée royal des beaux-arts à Anvers (Belgique) | Huile                                         | 123     | 93,5    |       |
| Portrait d'une jeune femme                                                                                            | 1886              | Musée d'art de Shimane (Japon) | Huile sur toile                               | 60,8    | 50      |       |
| Portrait du fondateur de l'ordre des petites sœurs des pauvres                                                        | 1886 salon        | inconnue, |                                               |         |         |       |
| Portrait de la fondatrice de l'ordre des petites sœurs des pauvres                                                    | 1886 salon        | inconnue, |                                               |         |         |       |
| Ruth glanant dans les champs de Booz                                                                                  | 1886              | Musée Garinet à Châlons-en-Champagne |                                               |         |         |       |
| Cléopâtre, étude pour Cléopâtre essayant des poisons sur des condamnés à mort                                         | 1887 avant        | Musée des beaux-arts de Béziers | Huile                                         |         |         |       |
| Cléopâtre essayant des poisons sur des condamnés à mort                                                               | 1887              | Musée royal des beaux-arts à Anvers (Belgique) | Huile                                         | 165     | 290     |       |
| Portrait d'Olivia Peyton Murray Cutting (1855–1949)                                                                   | 1887              | Museum of the City of New York (État de New York) | Huile                                         | 276     | 149     |       |
| Portrait de Mary Victoria Leiter (Mary Curzon de Kedleston (en) (1870-1906)                                           | 1887              | Kedleston Hall (Derbyshire) | Huile                                         |         |         |       |
| Figure de la Tragédie                                                                                                 | 1888              | Musée Fabre à Montpellier, dessin préparatoire pour La Tragédie | Dessin                                        | 39      | 27,9    |       |
| La Tragédie | 1888              | inconnue, un des derniers tableaux de Cabanel, qui a servi d'étude pour une composition dessinée destinée à l'Art poétique de Boileau |                                               | 41      | 29      |       |

## Décor du Panthéon
Alexandre Cabanel fait partie des vingt et un artistes ayant reçu une commande de la part du marquis de Chennevières en 1874, alors directeur de l'Académie des Beaux-Arts, pour s'occuper des décors du Panthéon de Paris.
Il est initialement chargé de représenter deux sujets sur un total de quatre panneaux « Saint Louis fondant les institutions qui font sa gloire, et Saint Louis captif des Sarrasins », ainsi qu'une frise pour le niveau supérieur. Cependant l'artiste outrepassa ces instructions et décida de peindre trois sujets : Saint Louis enseigné par sa mère sur un premier panneau, Saint Louis rendant la justice sur les deux panneaux suivant, et Saint Louis prisonnier en Palestine sur le dernier panneau.
Pour la frise supérieure il choisit de représenter Saint Louis, pieds nus et arborant la Couronne d’Épines, accompagné des personnages marquants de son époque.
Il présenta ses productions à l'Exposition universelle de Paris de 1878 avant de que ses toiles ne soient marouflées dans le bras nord du transept du mur ouest.

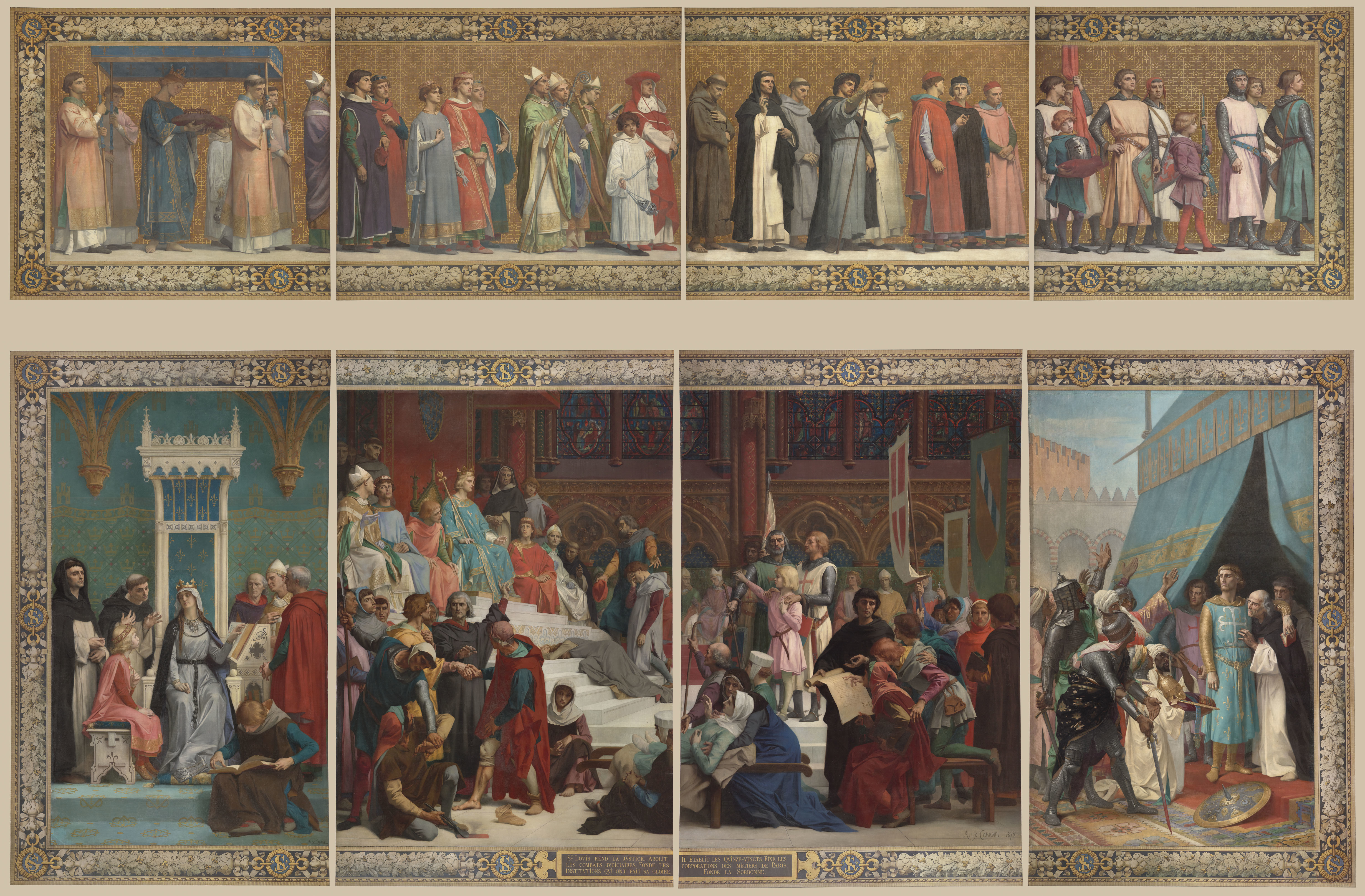
La Vie de Saint Louis (montage). En bas, de gauche à droite : Saint Louis enseigné par sa mère (Panneau 1), Saint Louis rendant la justice (Panneaux 2 et 3), Saint Louis prisonnier en Palestine (Panneau 4). En haut : Saint Louis est représenté pieds nus, portant la Couronne d’Épines, entouré de personnages de son époque.

## Publications
- La Tradition dans la peinture française (1898)[157]
- Dessins d'Alexandre Cabanel 1823-1889 (1989)[158]

## Rétrospective
La tradition du beau, première rétrospective consacrée à Alexandre Cabanel, du 10 juillet au 5 décembre 2010 au musée Fabre à Montpellier, puis du 4 février au 15 mai 2011 au Wallraf-Richartz Museum de Cologne (Allemagne).
Cette exposition a obtenu le label « exposition d’intérêt national » décerné par le ministère de la Culture et de la Communication.

## De nombreux élèves

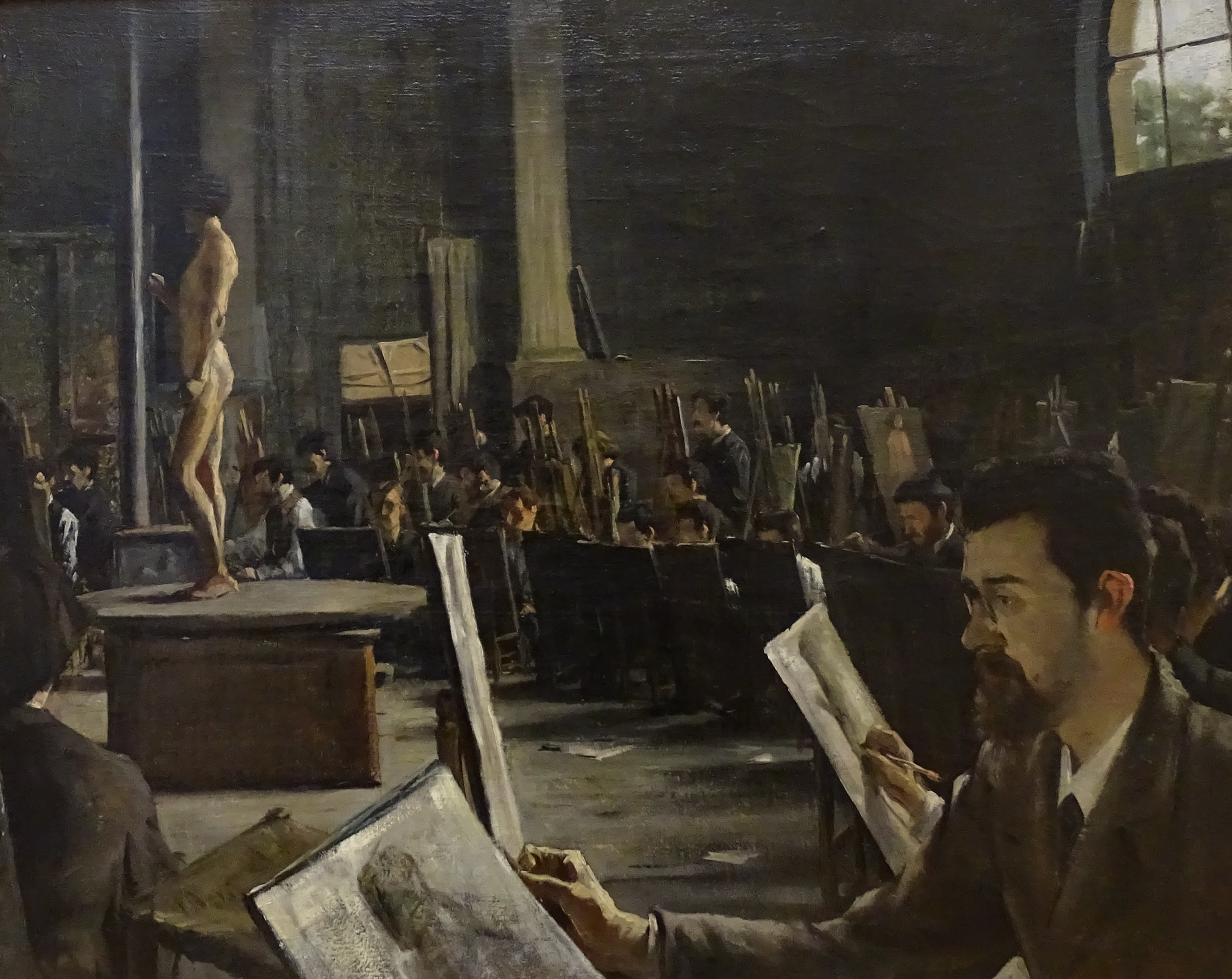
L'atelier de Cabanel à l'école des Beaux-Arts,1883, peinture de Tancrède Bastet, 1883, Musée de Grenoble

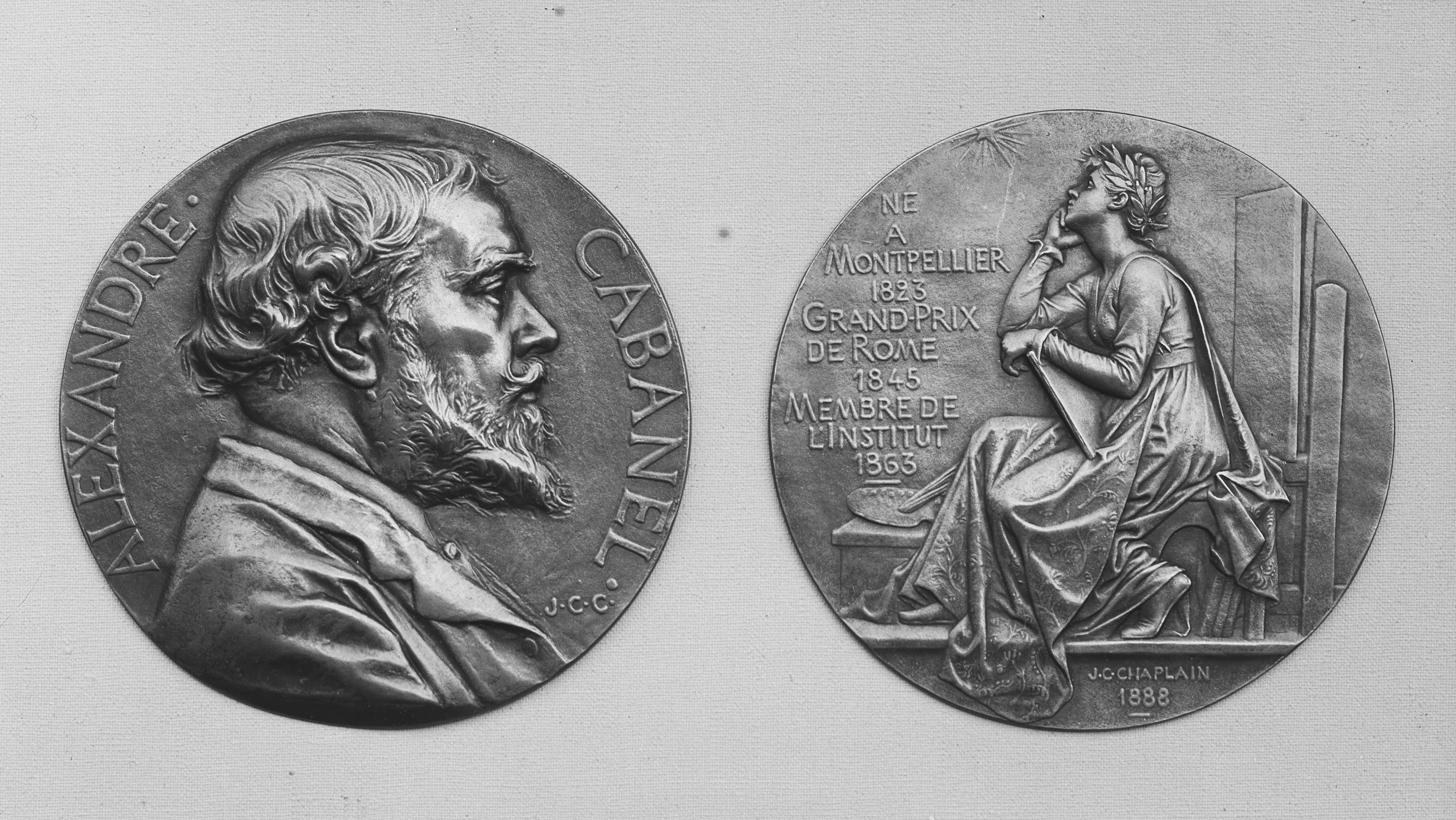
Alexandre Cabanel, médaillon de Jules Chaplain, 1888, Metropolitan Museum of Art, New York

Entre 1864, date de l'ouverture de l'École réformée des Beaux-Arts de Paris, et 1889, date de la mort du peintre, Cabanel dirige l'un des trois ateliers de peinture. Il y a « formé » de très nombreux peintres, dont plusieurs lauréats du prix de Rome, dont Henri Regnault et Camille Bourget. Il n'était cependant présent, dans son atelier, qu'une ou deux fois par semaine et donnait également quelques cours à son domicile à des élèves particuliers.
Il y enseigna le nu académique, prônant l'emploi de couleurs claires dans la palette, formant de nombreux naturalistes.
Cabanel est resté, cependant, à l'écoute des bouleversements picturaux de son temps. Il participa ainsi à la formation d'Aristide Maillol et d'Étienne Terrus, et essaya de mieux exposer certaines œuvres d'Auguste Renoir au Salon.
Tancrède Bastet a représenté l'atelier en 1883 (Tancrède Bastet, L'Atelier Cabanel à l'école des Beaux-Arts, 1883. Coll. Musée de Grenoble).
Quelques-uns de ses élèves « entre cent autres » :
- Louis Adan dit Émile[164]
- José Ferraz de Almeida Júnior[165]
- Rodolfo Amoedo
- Albert-Émile Artigue
- Joseph-Jean-Félix Aubert[166]
- Lucien Barbut
- Tancrède Bastet
- Jules Bastien Lepage, prix de Rome en 1875[167],[168],[163]
- Louis Raymond Baylac, en 1874[169],
- Camille-Félix Bellanger, prix de Rome en 1875[170]
- Jean-Joseph Benjamin-Constant[171]
- Lucien Berthault
- Paulin Bertrand, en 1891[172]
- Armand Berton[173]
- Albert Besnard, prix de Rome en 1874[174]
- Paul-Joseph Blanc, prix de Rome en 1867[175]
- Édouard-Théophile Blanchard, prix de Rome en 1868
- Fernand Blayn[176]
- Edmond Borchard[177]
- Louis-Maurice Boutet de Monvel[178]
- Paul-Émile Boutigny[179]
- Jean-Louis Brémond[180]
- Émile Brisset
- Vlaho Bukovac[181]
- Jean-Eugène Buland, second prix de Rome en 1878 & 1879[182]
- Jean-Émile Buland, prix de Rome de gravure en 1880[183]
- Gaston Bussière[184]
- Pierre Cabanel (son neveu)
- Georges Cain[177]
- Antoine Calbet
- Louis Capdevielle[185]
- Louis-Robert Carrier-Belleuse[186]
- Pierre Carrier-Belleuse[187],[188]
- Eugène Carrière[189]
- André Castaigne[190]
- Léon François Charpentier[191]
- Théobald Chartran, prix de Rome en 1877
- Eugène Marie Louis Chiquet, prix de Rome en 1888[192]
- Rémy Cogghe, prix de Rome belge en 1880[193]
- Raphaël Collin[163],[194]
- Léon Comerre, prix de Rome en 1875[195]
- Jacqueline Comerre-Paton[196]
- Fernand Cormon[197],[168],[163],[177]
- Pierre Auguste Cot[198]
- Léon Couturier[199]
- Pascal Dagnan-Bouveret, prix de Rome en 1876[200]
- Édouard Debat-Ponsan, prix de Rome en 1873[168],[201]
- Henry-Eugène Delacroix[202]
- Gabriel-Charles Deneux[203]
- Louis Deschamps[204]
- Julien Devos
- Théophile Deyrolle
- Henri Patrice Dillon[205]
- Joseph-Adolphe-Augustin Dudicourt
- Étienne Dujardin-Beaumetz[206]
- Edmond Louis Dupain
- Auguste-Antoine Durandeau
- Émile Duray
- Maurice Eliot[207]
- François Flameng[208]
- Raoul Forcade
- Charles Fouqueray[209]
- Louis Édouard Fournier, prix de Rome en 1881
- Émile Friant[210],[168]
- Pierre Fritel, prix de Rome en 1877[211]
- Georges Gasté[212]
- Henri Gervex[168],[163]
- Jules Girardet[168],[177],[213]
- Charles Giron (1850-1914)[214],[215]
- Simó Gómez[216]
- François Guiguet[217]
- Alfred Guillou
- Rodolphe Julian[218]
- Georges Jean-Marie Haquette[219]
- Thomas Hovenden[168]
- Ferdinand Humbert[220]
- Charles Huot[221]
- Roger Jourdain[222]
- Charles-Emmanuel Jadin (1843-1922)
- Félix Lafond (1850-1917)
- Antonio de La Gandara[223]
- Adolphe Henri Laissement[224]
- Albert-Antoine Lambert[225]
- Achille Laugé[226]
- Lucien Laurent-Gsell[227]
- Charles-Frédéric Lauth (en 1885-1886)[228]
- Alexandre-Claude-Louis Lavalley, prix de Rome en 1891[229]
- Charles Lucien Léandre[230],[231]
- Max Leenhardt[232],[233] en 1874.
- Henri Arthur Lefort des Ylouses
- Edmond Leroy dit Leroy-Dionet
- Paul Leroy, prix de Rome en 1882 et 1884[234]
- Henri Le Sidaner[235]
- Fernand Lematte, prix de Rome en 1870
- Aristide Maillol[236]
- Édouard-Antoine Marsal[237]
- André Marty (1857-1928)
- Numa Marzocchi de Bellucci[238]
- Charles Mengin[239]
- Jan Monchablon[240],[241]
- Georges Moreau de Tours[242]
- Aimé Morot, prix de Rome en 1873[243],[163]
- Alexis Mossa
- Louis Muraton[244]
- Fernand Pelez (fils)[245],[246]
- Victor Prouvé[247]
- Gaston Prunier
- Henri Regnault, prix de Rome en 1866[168]
- Édouard Rosset-Granger
- Antoine-Marie Roucole
- Georges Roussel
- Paul Roux[248]
- Lionel Royer, prix de Rome en 1882[249]
- Joseph Saint-Germier
- Jean-Jacques Scherrer[250]
- Louis Serendat de Belzim
- António Carvalho da Silva Porto[206]
- Jean-Paul Sinibaldi, prix de Rome en 1886[251]
- Georges Souillet
- José Júlio de Sousa Pinto[206]
- Joseph-Noël Sylvestre, prix de Rome en 1869[252],[253]
- Edmond Tapissier
- Paul Tavernier[254]
- Étienne Terrus[255]
- Tony Tollet, prix de Rome en 1886[256]
- Étienne Tournès
- Raymond Tournon[257]
- Louis Tytgadt, peintre belge[258]
- Veloso Salgado[206]
- Eugène Lawrence Vail[168]
- Eugène Vavasseur[259]
- Albert-Charles Wallet[260]
- Nicolas-Adolphe Weber
- Jean-Joseph Weerts[261]
- Cecilia Wentworth[262]
- Adolphe Willette[263]
- Alexandre Jean-Baptiste Brun
- Pharaon de Winter[206]